# Greeley (Colorado)
Greeley és una població dels Estats Units, seu del comtat de Weld, a l'estat de Colorado. Segons el cens del 2000 tenia 76.930 habitants.

## Demografia
Segons el cens del 2000, Greeley tenia 76.930 habitants, 27.647 habitatges, i 17.694 famílies. La densitat de població era de 993,4 habitants per km².
Dels 27.647 habitatges en un 33,1% hi vivien nens de menys de 18 anys, en un 48,7% hi vivien parelles casades, en un 10,8% dones solteres, i en un 36% no eren unitats familiars. En el 25,6% dels habitatges hi vivien persones soles el 8,3% de les quals corresponia a persones de 65 anys o més que vivien soles. El nombre mitjà de persones vivint en cada habitatge era de 2,63 i el nombre mitjà de persones que vivien en cada família era de 3,19.
Per edats la població es repartia de la següent manera: un 25,6% tenia menys de 18 anys, un 19% entre 18 i 24, un 27,3% entre 25 i 44, un 18% de 45 a 60 i un 10,2% 65 anys o més.
L'edat mediana era de 28 anys. Per cada 100 dones de 18 o més anys hi havia 92,8 homes.
La renda mediana per habitatge era de 36.414 $ i la renda mediana per família de 45.904 $. Els homes tenien una renda mediana de 32.800 $ mentre que les dones 24.691 $. La renda per capita de la població era de 17.775 $. Entorn del 10,1% de les famílies i el 16,9% de la població estaven per davall del llindar de pobresa.

## Poblacions més properes
El següent diagrama mostra les poblacions més properes.